# 反重力赛车64
《反重力赛车64》是一个由Psygnosis公司于1998年制作和发行的电子竞速游戏。本游戏是《反重力赛车》系列游戏的第3部作品。本游戏在任天堂64发行，是本系列唯一一部在任天堂平台发行的游戏。
游戏的时间设定于2098，比《反重力赛车2097》晚一年。游戏的剧情与前两作并没有太多区别。
本游戏收到混合的评价，同时具有赞誉和批评声。